# Габриел, Петр
Петр Габриел (чеш. Petr Gabriel; 17 мая 1973, Прага, Чехословакия) — чешский футболист, защитник. Участник чемпионата Европы 2000 года.

## Биография

### Клубная карьера
Воспитанник пражского футбола, с 1985 по 1991 год находился в молодёжном составе Спарты. На взрослом уровне начинал играть в клубах низших лиг Чехословакии. После распада страны подписал контракт с клубом высшей лиги Чехии «Виктория Жижков», где выступал на протяжении трёх лет. В 1996 году вернулся в пражскую «Спарту», в которой провёл чуть менее 100 матчей и стал четырёхкратным чемпионом страны, выиграв чемпионство в каждом из четырёх сезонов. В 2000 году переехал в соседнюю Германию, где стал игроком «Кайзерслаутерна». За основной состав команды отыграл 7 матчей в немецкой Бундеслиге, параллельно выступая за фарм-клуб. Зимой 2003 года перешёл в чешский «Теплице», в его составе стал обладателем Кубка Чехии. Летом того же года вернулся в Германию, где подписал контракт с клубом «Арминия» (Билефельд). В первом сезоне его команда заняла второе место во второй Бундеслиге и добилась перехода в высший дивизион. В составе «Арминии» Габриел провёл 71 матч в немецкой Бундеслиге, после чего перешёл на один сезон в «Викторию Жижков». По окончании сезона 2008/09 завершил игровую карьеру.

### Карьера в сборной
Дебютировал за сборную Чехии 8 марта 1995 года в товарищеской встрече со сборной Финляндии. В том же году сыграл ещё в одном товарищеском матче со сборной Кувейта, в котором отметился забитым голом. Следующий вызов в сборную получил лишь в 1999 году. Летом 2000 года принимал участие в чемпионате Европы, на котором сыграл в двух матчах группового этапа против Франции и Нидерландов.

## Достижения
«Виктория Жижков»
- Обладатель Кубка Чехии: 1993/1994

«Спарта» Прага
- Чемпион Чехии (4): 1996/1997, 1997/1998, 1998/1999, 1999/2000

«Теплице»
- Обладатель Кубка Чехии: 2002/2003